# William Wyler
William Wyler, all'anagrafe Willi Wyler (Mulhouse, 1º luglio 1902 – Los Angeles, 27 luglio 1981), è stato un regista tedesco naturalizzato statunitense.
Nel corso della sua carriera ottenne 12 candidature al premio Oscar, vincendone tre; il suo film di maggior successo è Ben-Hur (1959), vincitore di 11 Oscar; vinse inoltre la Palma d'oro come miglior film con La legge del Signore (1957).
Durante la seconda guerra mondiale fu regista di alcuni documentari bellici.

## Biografia

### Periodo anteguerra
Willi Wyler nacque a Mülhausen, all'epoca facente parte dell'impero tedesco (città divenuta tedesca con la guerra franco-prussiana e tornata nel 1918 alla Francia con la fine della prima guerra mondiale), da una famiglia tedesca di fede ebraica. Il padre Leopold fu un negoziante di articoli per uomini (Herrenausstatterser) ed ebbe natali svizzeri, mentre la madre Melanie Auerbach proveniva dalla Germania ed era cugina di Carl Laemmle, fondatore degli Universal Studios. Grazie alle origini svizzere del padre ebbe anche un passaporto svizzero.
Frequentò diverse scuole. Il fratello maggiore fu il produttore Robert Wyler e, grazie alla madre, iniziò a frequentare concerti, opere e spettacoli teatrali. Dopo aver completato un'istruzione come venditore a Losanna, studiò musica al Conservatoire de Paris. Presto Wyler vendette l'attività del padre, non mostrando alcun interesse verso di essa.
Per una nuova professione, la madre Melanie contattò il cugino agli studi Universal Carl Laemmle, che visitò l'Europa in cerca di nuovi talenti per Hollywood. Nel 1921 Laemmle incontrò per la prima volta Wyler e gli trovò un lavoro come autore presso la sede di New York degli Universal Studios. Il primo guadagno fu di 25 dollari statunitensi. Quando lavorò a Hollywood per gli Universal Studios cambiò il nome dalla forma già anglicizzata "Willy" (nome che soleva ancora usare durante la giovinezza nei primi anni venti) a "William", dato che in inglese, diversamente dal tedesco, "Willy" è un vezzeggiativo, dunque un soprannome informale che mal si adattava al suo futuro ruolo di regista.
Per qualche tempo fu solo scenografo e si occupò anche di pulizie dei set; nel 1923 riuscì a divenire assistente regista nella produzione del film Il gobbo di Notre Dame, con Lon Chaney. Negli anni successivi ebbe alcune battute d'arresto, fino ad arrivare al licenziamento. Alla metà degli anni venti fu assistente regista di Fred Niblo, avendo anche la possibilità di lavorare al kolossal Ben Hur (1925). All'età di ventitré anni diresse il suo primo film, Crook Buster (1925).
Nel 1929 diresse il suo primo successo, il western Gli eroi del deserto. Dopo altri film di buon livello ottenne la consacrazione dirigendo un'epurata trasposizione cinematografica di una pièce teatrale sull'omosessualità femminile, The Children's Hour di Lillian Hellman, dal titolo La calunnia (1936). In questo periodo iniziò la sua collaborazione col produttore Samuel Goldwyn.
Dopo aver diretto Humphrey Bogart in un crudo film di denuncia sociale, Strada sbarrata (1937), espresse al massimo la sua caustica vena lirica nel letterario La voce nella tempesta (1939), con Merle Oberon e Laurence Olivier. Proficua la sua collaborazione con Bette Davis, che diresse in tre drammi entrati nella storia del cinema: Figlia del vento (1938), Ombre malesi (1940) e Piccole volpi (1941). Nel 1942 diresse il film propagandistico La signora Miniver, che si aggiudicò sei Oscar.

### Periodo bellico
Fra il 1943 e il 1945, Wyler, con l'entrata in guerra degli Stati Uniti d'America ed essendo diventato maggiore dell'Aviazione militare americana (United States Army Air Forces), per tre anni fu attivo come regista al fronte, dirigendo documentari che filmarono la realtà della seconda guerra mondiale, fra cui La bella di Memphis e Colpo di fulmine. Quest'ultimo racconta dei combattimenti degli squadroni di aerei bombardieri statunitensi P-47, impegnati nel Mediterraneo.
Durante l'avanzata americana, il regista seguì le truppe a Salerno e filmò la vita dei soldati al fronte e molti bombardamenti, fra cui il bombardamento aereo di Battipaglia nel giugno-settembre 1943, che rase completamente al suolo la città con centinaia di vittime. Wyler, pur scosso dalla mattanza, fece montare le cineprese direttamente sui bombardieri per documentare l'atroce effetto delle bombe che polverizzarono la città e falcidiarono la popolazione.

### Secondo dopoguerra

William Wyler (a sinistra) insieme a Luciano Emmer sul set di Vacanze romane (Roman Holiday) (1953)

Nel 1946, dopo tre anni di documentazione bellica, il regista tornò sull'argomento con un film di grandissimo successo: I migliori anni della nostra vita, storia di tre reduci di guerra che gli valse il Premio Oscar come miglior regista dell'anno, e complessivi sette Academy Award. Il film segnò però la fine della sua collaborazione con Samuel Goldwyn.
Seguirono altri successi come L'ereditiera (1949), Pietà per i giusti (1951), con Kirk Douglas, Gli occhi che non sorrisero (1952) con Laurence Olivier, e la commedia Vacanze romane (1953), con Audrey Hepburn (che vinse l'Oscar) e Gregory Peck. Con la Hepburn e con Shirley MacLaine il regista girerà successivamente Quelle due (1962), remake de La calunnia, quindi Come rubare un milione di dollari e vivere felici (1966), mentre richiamerà Gregory Peck in Il grande paese (1958), insieme con Charlton Heston, che avrebbe diretto più tardi nel kolossal Ben Hur (1959), vincitore di undici statuette (tra cui quella come miglior regista). Nel 1968 si cimentò per la prima volta nel musical con Funny Girl, per il quale Barbra Streisand vinse l'Oscar. Il regista si congedò dal mondo del cinema a 68 anni con Il silenzio si paga con la vita (1970).

### Stile
Secondo il critico André Bazin, lo stile di Wyler rappresenta l'estremo opposto rispetto a quello di Orson Welles o Jean Renoir. Nel saggio "William Wyler o il giansenista della messa in scena", Bazin afferma che lo sforzo registico di Wyler è dettato dalla volontà di incidere il meno possibile sul soggetto e sulla visione da parte dello spettatore, una tensione verso la neutralità. Secondo Bazin, gli sforzi di Wyler "concorrono sistematicamente a ottenere un universo cinematografico non solo rigorosamente conforme alla realtà, ma anche modificato il meno possibile dall'ottica della macchina da presa" Inoltre, Wyler "vuole permettere allo spettatore di 'vedere tutto' e di 'scegliere' a suo gradimento"
I risultati migliori di questo stile sono visibili, sempre secondo il critico, in I migliori anni della nostra vita (1946). Il film, viene fatto notare, ha un numero di inquadrature inferiore alla media (190 all'ora contro 300/400), e si tratta in genere di inquadrature lunghe, spesso superiori ai due minuti, e che tendono a identificarsi con la sequenza. Di conseguenza, il maggiore sforzo di messa in scena riguarda l'organizzazione degli spazi dell'inquadratura e il posizionamento e il movimento degli attori all'interno di essa.

## Filmografia

### Cinema
- Crook Buster (1925) - cortometraggio
- The Gunless Bad Man (1926) - cortometraggio
- Ridin' for Love (1926)- cortometraggio
- The Fire Barrier (1926) - cortometraggio
- Non sparate (Don't Shoot) - cortometraggio (1926)
- The Pinnacle Rider (1926) - cortometraggio
- Martin of the Mounted (1926) - cortometraggio
- Lazy Lightning (1926) - cortometraggio
- The Stolen Ranch (1926) - cortometraggio
- The Two Fister (1927) - cortometraggio
- Kelcy Gets His Man (1927) - cortometraggio
- Tenderfoot Courage (1927) - cortometraggio
- Il compagno silenzioso (The Silent Partner) (1927) - cortometraggio
- Giorni di fuoco (Blazing Days) (1927) - cortometraggio
- Shooting Straight (1927) - cortometraggio
- Galloping Justice (1927)- cortometraggio
- The Haunted Homestead (1927) - cortometraggio
- Hard Fists (1927) - cortometraggio
- The Lone Star (1927) - cortometraggio
- The Ore Raiders (1927) - cortometraggio
- The Home Trail (1927) - cortometraggio
- Gun Justice (1927) - cortometraggio
- Il bandito fantasma (The Phantom Outlaw) (1927) - cortometraggio
- Una persona per bene (The Square Shooter) (1927) - cortometraggio
- Il mercante di cavalli (The Horse Trader) (1927) - cortometraggio
- Il cavaliere della frontiera (The Border Cavalier) (1927) - cortometraggio
- La polvere del deserto (Desert Dust) (1927) - cortometraggio
- Daze of the West (1927) - cortometraggio
- I cavalieri del tuono (Thunder Riders) (1928)
- A New York si fa così (Anybody Here Seen Kelly?) (1928)
- Clem, bizzarro monello (The Shakedown) (1929)
- Trappola d'amore (The Love Trap) (1929)
- Gli eroi del deserto (Hell's Heroes) (1929)
- Notte di bufera (The Storm) (1931)
- La sposa nella tempesta (A House Divided) (1931)
- Il figlio del disertore (Tom Brown of Culver) (1932)
- Il suo ufficiale di marina (Her First Mate) (1933)
- Ritorno alla vita (Counsellor at Law) (1933)
- Scandalo (Glamour) (1934)
- Le vie della fortuna (The Good Fairy) (1935)
- L'allegro inganno (The Gay Deception) (1935)
- La calunnia (These Three) (1936)
- Infedeltà (Dodsworth) (1936)
- Ambizione (Come and Get It) (1936)
- Strada sbarrata (Dead End) (1937)
- Figlia del vento (Jezebel) (1938)
- La voce nella tempesta (Wuthering Heights) (1939)
- L'uomo del West (The Westerner) (1940)
- Ombre malesi (The Letter) (1940)
- Piccole volpi (The Little Foxes) (1941)
- La signora Miniver (Mrs. Miniver) (1942)
- La bella di Memphis (1944)
- I migliori anni della nostra vita (The Best Years of Our Lives) (1946)
- Colpo di fulmine (1947)
- L'ereditiera (The Heiress) (1949)
- Pietà per i giusti (Detective Story) (1951)
- Gli occhi che non sorrisero (Carrie) (1952)
- Vacanze romane (Roman Holiday) (1953)
- Ore disperate (The Desperate Hours) (1955)
- La legge del Signore (Friendly Persuasion) (1956)
- Il grande paese (The Big Country) (1958)
- Ben-Hur (1959)
- Quelle due (The Children's Hour) (1961)
- Il collezionista (The Collector) (1965)
- Come rubare un milione di dollari e vivere felici (How to Steal a Million) (1966)
- Funny Girl (1968)
- Il silenzio si paga con la vita (The Liberation of L.B. Jones) (1970)

### Documentari bellici
- La bella di Memphis (The Memphis Belle: A story of a flying fortress) (1944)
- La grande combattente (The Fighting Lady) insieme a Edward Steichen (1944)
- Colpo di fulmine (Thunderbolt) insieme a John Sturges (1947)

## Riconoscimenti
- Premio Oscar
  - 1937 – Candidatura al miglior regista per Infedeltà
  - 1940 – Candidatura al miglior regista per La voce nella tempesta
  - 1941 – Candidatura al miglior regista per Ombre malesi
  - 1942 – Candidatura al miglior regista per Piccole volpi
  - 1943 – Miglior regista per La signora Miniver
  - 1947 – Miglior regista per I migliori anni della nostra vita
  - 1950 – Candidatura al miglior regista per L'ereditiera
  - 1952 – Candidatura al miglior regista per Pietà per i giusti
  - 1954 – Candidatura al miglior film per Vacanze romane
  - 1954 – Candidatura al miglior regista per Vacanze romane
  - 1957 – Candidatura al miglior film per La legge del Signore
  - 1957 – Candidatura al miglior regista per La legge del Signore
  - 1960 – Miglior regista per Ben-Hur
  - 1966 – Candidatura al miglior regista per Il collezionista
  - 1966 – Premio alla memoria Irving G. Thalberg

- Golden Globe
  - 1960 – Miglior regista per Ben-Hur
  - 1962 – Candidatura al miglior regista per Quelle due
  - 1966 – Candidatura al miglior regista per Il collezionista
  - 1969 – Candidatura al miglior regista per Funny Girl